# Trophée Stefan-Liv
Le trophée Stefan-Liv est un trophée remis annuellement par la Ligue de hockey suédoise (SHL) au joueur de hockey sur glace suédois le plus utile des séries éliminatoires du Championnat de Suède de hockey sur glace, tel que décidé par SICO (les joueurs de hockey sur glace de la Suède Organisation centrale). Il a été créé en 2009 et ressemble au trophée Conn-Smythe de la LNH. Le trophée a été rebaptisé en l'honneur de Stefan Liv en 2013. Stefan Liv a été tué dans un accident d'avion le 7 septembre 2011 avec ses coéquipiers et le personnel de l'équipe du club russe du Lokomotiv Yaroslavl de la KHL,.

## Palmarès
- 2009-2010 - Johan Davidsson, HV71
- 2010-2011 - Anders Bastiansen, Färjestads BK
- 2011-2012 - Jakob Silfverberg, Brynäs IF
- 2012-2013 - Oscar Lindberg, Skellefteå AIK
- 2013-2014 - Joakim Lindström, Skellefteå AIK
- 2014-2015 - Noah Welch, Växjö Lakers HC
- 2015-2016 - Johan Sundström, Frölunda HC
- 2016-2017 - Simon Önerud, HV71
- 2017-2018 - Elias Pettersson , Växjö Lakers HC
- 2018-2019 - Ryan Lasch , Frölunda HC
- 2019-2020 -
- 2020-2021 - Pontus Holmberg, Växjö Lakers HC
- 2021-2022 - Per Åslund, Färjestads BK
- 2022-2023 - Emil Larmi, Växjö Lakers HC